# Ty mnie trzymasz, ja cię trzymam za bródkę
Ty mnie trzymasz, ja cię trzymam za bródkę (fr. Je te tiens, tu me tiens par la barbichette) – francuski komediodramat kryminalny z 1978 roku w reżyserii Jeana Yanne’a.
Zdjęcia kręcono w Paryżu.